# Pseudolimnophila cinctifemur
Pseudolimnophila cinctifemur är en tvåvingeart som beskrevs av Alexander 1920. Pseudolimnophila cinctifemur ingår i släktet Pseudolimnophila och familjen småharkrankar.
Artens utbredningsområde är Nigeria. Inga underarter finns listade i Catalogue of Life.